# 情報環境学部
情報環境学部（じょうほうかんきょうがくぶ）は、情報学を研究する大学の学部である。
東京電機大学が2001年4月に新設した情報関連学部の名称であり、その履修内容は他の情報学部系と類似している。現在は千葉ニュータウンキャンパスの情報環境学部および同研究科の東京千住キャンパス移転に伴い、募集停止。
拡大される形で2017年にシステムデザイン工学部が創設された。

## 概要
東京電機大学情報環境学部では主に情報工学・情報科学についての教育を行っていた。
授業の履修形態は単位制で、必修科目というものが存在しない。そのため成績優秀などの条件を満たせば、三年間ないし三年間半での大学卒業が可能で、履修計画はダイナミックシラバスで行っていた。
かつて存在した学科
- 情報環境学科
- 情報環境工学科（IE科）
- 情報環境デザイン学科（ID科）

## 設置大学
- 東京電機大学